# Tadeusz Łukaszewski
Tadeusz Łukaszewski (ur. 23 grudnia 1896 w Krakowie, zm. 6 listopada 1968 tamże) – żołnierz Legionów Polskich, obrońca Lwowa.

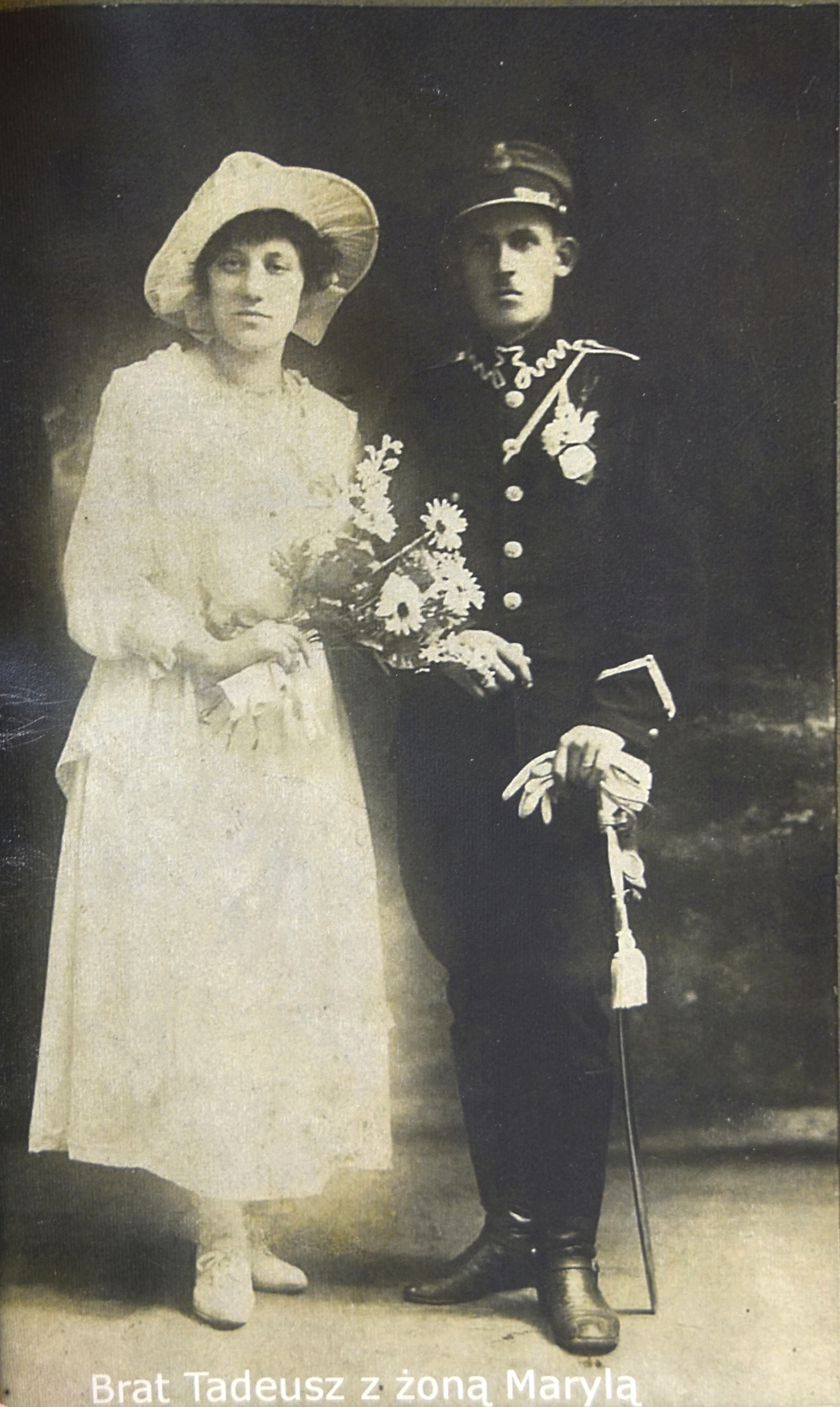
Zdjęcie ślubne Tadeusza Łukaszewskiego z pierwszą żoną, Marią Magdaleną z d. Bauer (data ślubu: 8 lipca 1919).

## Życiorys
Syn Artura i Ludwiki z Adamczyków, wnuk Leonarda Łukaszewskiego, stryj Andrzeja Łukaszewskiego. Ukończył cztery lata szkoły realnej we Lwowie. W sierpniu 1914 r. wstąpił do Legionów Polskich w Krakowie i przez komisję przeglądową został wcielony do 2. Pułku Piechoty Legionów Polskich w Oleandrach. Po złożeniu przysięgi z końcem sierpnia 1914 r. wyjechał na front. Brał czynny udział w walkach pod Nadwórną, Sołotwiną, Mołotkowem i in. Z końcem października 1914 roku podczas walki pod Mołotkowem został kontuzjowany w nogi i odesłany do szpitala polowego w Syhot w Rumunii, a następnie do szpitala w Wiedniu, skąd uciekł. 
Przedostawszy się do Radomska zgłosił się ponownie do Legionów Polskich do formującego się 4. Pułku Piechoty Legionów Polskich z przydziałem do 3. Plutonu ppor. Bolesława Greffnera, a później ówczesnego porucznika Ludwika de Laveaux, 1. kompanii porucznika Władysława Bończy-Uzdowskiego, 1. Baonu kpt. Andrzeja Galicy. Z tym pułkiem w lecie 1915 r. wyjechał na front i podczas bitwy pod Jastkowem został ranny odłamkiem szrapnela. Odwieziony do szpitala w Lublinie, a następnie do Domu Ozdrowieńców w Kamieńsku. W marcu 1916 r. trafił do Kozienic do Baonu uzupełnień nr III i został z nim wysłany na front do macierzystego pułku, gdzie przydzielono go do 5. kompanii ówczesnego por. Mieczysława Więckowskiego. Brał następnie czynny udział w walkach m.in. pod Kostiuchnówką, nad Stochodem, Styrem, Optową, Koszyszczami i Maniewiczami. Podczas odwrotu spod Optowy zachorował, po czym spędził około 2 miesięcy w szpitalu w Chełmie.
Po powrocie do pułku został przydzielony rozkazem grupy do Głównego Urzędu Werbunkowego w Radomiu na samodzielny posterunek werbunkowy w Jastrzębiu. Po rozwiązaniu posterunku został w poł. 1917 r. odesłany do pułku do Łomży, a we wrześniu 1917 r. do Bakończyc pod Przemyśl, a stamtąd jako poddany austriacki do Włodzimierza Wołyńskiego, do grupy Legionów Polskich byłej armii austriackiej. Stamtąd po wykorzystaniu czternastodniowego urlopu w Krakowie wyjechał do Bolechowa do Pierwszego Korpusu Posiłkowego, a po częściowym rozbrojeniu w lutym 1918 r. wyjechał wraz z innymi kolegami w zaplombowanym przez kolejarzy wagonie do Bieżanowa (obecnie dzielnica Krakowa). Tam ukrywał się, a następnie zgłosił się do tajnej organizacji P.O.W. „Znicz” w Krakowie przy ul. Floriańskiej pod kierownictwem kpt. Sokołowskiego. 
Dzięki staraniom Aleksandry Piłsudskiej został umieszczony w charakterze praktykanta biurowego pod obcym nazwiskiem w filii C. K. Namiestnictwa Galicji. Po aresztowaniu członków organizacji „Znicz” i wykryciu przez władze austriackie działalności tejże organizacji, był śledzony przez policję, w związku z czym został wysłany przez Aleksandrę Piłsudską do majątku Grybów jako „praktykant lasowy”. Również i tam stał się obiektem zainteresowania żandarmerii austriackiej, wyjechał więc z powrotem do Krakowa, gdzie po kilku dniach zostałem aresztowany, a po przeglądzie lekarskim wcielony do 13 Pułku Piechoty Armii Austriackiej w Ołomuńcu. Stamtąd po paru dniach uciekłem do Krakowa, a po upadku Austrii wyjechał do Lwowa. Tam wstąpił do oddziału ówczesnego rtm. Romana Abrahama, z którym brał udział w obronie Lwowa. 
Następnie w z 40. Pułkiem Piechoty Strzelców Lwowskich w obronie Kresów Wschodnich dotarł aż po Kijów. W 1921 r. zdemobilizowany, w 1923 r. wstąpił do Policji Państwowej, skąd w 1927 r. został powołany do 43. Pułku Strzelców Legionu Bajończyków do służby czynnej, a następnie w 1932 r. przeniesiony do pracy w Wojskowym Sądzie Rejonowym w Krakowie. 31 grudnia 1936 r. przeniesiony w stan spoczynku. 
Zmarł 6 listopada 1968 r. w Krakowie, został pochowany na cmentarzu Rakowickim (kwatera X-6-24).

## Ordery i odznaczenia
- Krzyż Niepodległości (21 kwietnia 1937)[7]
- Medal Pamiątkowy za Wojnę 1918–1921[1][2][3][4] (1928)
- Medal Dziesięciolecia Odzyskanej Niepodległości[1][2][3][4] (1928)
- Odznaka pamiątkowa „Orlęta”
- Odznaka za rany i Kontuzje